# Ваља Маре (Караш-Северин)
Ваља Маре (рум. Valea Mare) насеље је у Румунији у округу Караш-Северин у општини Фарлиуг. Oпштина се налази на надморској висини од 171 m.

## Прошлост
По "Румунској енциклопедији" место се први пут помиње 1584. године. Ту је по протеривању Турака 1717. године пописано 32 дома.
Име места у преводу на српски језик је било "Велика долина". Аустријски царски ревизор Ерлер је 1774. године констатовао да место припада Тамишком округу, Чаковачког дистрикта. Становништво је претежно влашко. Када је 1797. године пописан православни клир у месту је био један свештеник. Био је то парох, поп Георгије Недељковић (рукоп. 1788) који је знао само румунски језик.
Село је 1764. године било у саставу Липовског протопрезвирата. А 1824. године налази се у Карансебешком протопрезвирату. Ту службује тада поп Сампсон Поповић.
У селу Ваља Маре живео је као самац и умро око 1840. године Србин, поседник Тодор Марковић. Тек 1900. године покренута је оставинска расправа, и тражени су његови наследници. Марковић је имао новац (око 30.000 ф) депонован у Главној државној благајни у Будимпешти. Покојников капитал се са каматама попео на милион круна (500.000 ф), а највећи део добио је један од четири наследника - Стеван Зукановић хотелијер у Пакрацу.

## Становништво
Према подацима из 2002. године у насељу је живело 164 становника, од којих су сви румунске националности.